# Георг IV фон Лихтенщайн
Георг IV фон Лихтенщайн-Николсбург (на немски: Georg IV von Liechtenstein, Herr zu Nikolsburg; † 1444) е благородниик от род Лихтенщайн, господар на Лихтенщайн-Николсбург в Долна Австрия.

## Произход
Той е син на Хайнрих V фон Лихтенщайн († пр. 1418) и съпругата му Анна фон Целкинг († 1441/1448), дъщеря на Албрехт фон Целкинг († 1349) и Минция фон Фолкенсторф († 1349). Баща му е брат на кардинал Георг III фон Лихтенщайн († 1419, убит), епископ на Тренто (1390 – 1419). Брат е на Кристоф II фон Лихтенщайн-Николсбург († 1445), имперски съветник.
Майка му Анна фон Целкинг се омъжва втори път сл. 1418 г. за Рудолф III фон Лихтенщайн-Мурау († 1425/1426), син на Йохан I фон Лихтенщайн-Мурау († 1395) и Анна фон Петау († сл. 1377).

## Фамилия
Георг фон Лихтенщайн-Николсбург се жени пр. 14 март 1423 г. за Хедвиг фон Потендорф († 1449/1457), дъщеря на Хартнайд фон Потендорф († 1426), маршал на Австрия, и Анна фон Пуххайм или Доротея фон Щархемберг († 1419). Те имат 6 деца:
- Йохан V († 1473, погребан във Виена), женен 1449 г. за Перхта фон Розенберг, „Бялата леди“ (* 1425; † 2 май 1476); имат дъщеря:
  - Елизабет (*1450; † ок. 1476), омъжена 1476 г. за Георг фон Потендорф
- Кристоф III фон Лихтенщайн († 1506), имперски съветник, женен I. пр. 1473 г. за неизвестна, II. 1473 г. за Амалия фон Щархемберг (* 1471; † 1502), дъщеря на Йохан IV фон Щархемберг (1412 – 1474) и Агнес Елизабет фон Хоенберг (1416 – 1494)[4]
- Хайнрих VII фон Лихтенщайн († 1483), губернатор на Моравия, женен на 16 ноември 1473 г. за Агнес фон Щархемберг (* 1445/1461; † 1501), дъщеря на Йохан IV фон Щархемберг (1412 – 1474) и Агнес Елизабет фон Хоенберг (1416 – 1494)
- Георг V фон Лихтенщайн-Николсбург († 1484), женен 1472 г. за Агнес фон Екартзау († сл. 1515), вдовица на Ото фон Целкинг, дъщеря на Георг фон Екартзау († 1491) и Ерентрауб/Ерентрудис фон Пуххайм († 1486); те имат син:
  - Хартман фон Лихтенщайн-Фелдсберг († ок. 1539/1540), имераторски съветник, женен I. 1507 г. за Амалия фон Хоенлое († ок. 1511), II. 1511 г. за Йохана фон Майнбург († 1521); имат 13 деца
- Елизабет († 1465), монахиня в „Св. Якоб“, Виена
- Барбара († 1463), сгодена 1455 г. за Стефан Вукик Косака, херцог на „Св. Сава“, Сърбия, омъжена 1460 г. за Хайнрих Щрайн фон Шварценау († 1490)